# Challenger de Heilbronn 2013
El torneo Intersport Heilbronn Open 2013 fue un torneo profesional de tenis. Perteneció al ATP Challenger Series 2013. Se disputó su 26.ª edición sobre superficie dura, en Heilbronn, Alemania entre el 21 y el 27 de enero de 2013.

## Jugadores participantes del cuadro de individuales

### Cabezas de serie
| País                       | Jugador            | Rank1 | Favorito |
| Bandera de Francia         | Paul-Henri Mathieu | 60    | 1        |
| Bandera de Alemania        | Benjamin Becker    | 66    | 2        |
| Bandera de Luxemburgo      | Gilles Müller      | 69    | 3        |
| Bandera de Alemania        | Björn Phau         | 78    | 4        |
| Bandera de Rumania         | Adrian Ungur       | 99    | 5        |
| Bandera de Croacia         | Ivo Karlović       | 103   | 6        |
| Bandera de República Checa | Jan Hájek          | 104   | 7        |
| Bandera de Bélgica         | Ruben Bemelmans    | 114   | 8        |
| -------------------------- | ------------------ | ----- | -------- |

- 1 Se ha tomado en cuenta el ranking del día 14 de enero de 2013.

### Otros participantes
Los siguientes jugadores recibieron una invitación (wild card), por lo tanto ingresan directamente al cuadro principal:
- Andreas Beck
- Paul-Henri Mathieu
- Cedrik-Marcel Stebe
- Jan-Lennard Struff

Los siguientes jugadores ingresan al cuadro principal tras disputar el cuadro clasificatorio:
- Dominik Meffert
- Pavol Cervenak
- Bastian Knittel
- Maxime Teixeira

## Jugadores participantes en el cuadro de dobles

### Cabezas de serie
| País                      | Jugador         | País                  | Jugador        | Rank1 | Favorito |
| Bandera de Suecia         | Johan Brunström | Bandera de Sudáfrica  | Raven Klaasen  | 125   | 1        |
| Bandera de Rusia          | Mikhail Elgin   | Bandera de Eslovaquia | Igor Zelenay   | 140   | 2        |
| Bandera de Estados Unidos | James Cerretani | Bandera de Canadá     | Adil Shamasdin | 154   | 3        |
| Bandera de Alemania       | Philipp Marx    | Bandera de Rumania    | Florin Mergea  | 165   | 4        |
| ------------------------- | --------------- | --------------------- | -------------- | ----- | -------- |

- 1 Se ha tomado en cuenta el ranking del día 14 de enero de 2013.

### Otros participantes
Los siguientes jugadores recibieron una invitación (wild card), por lo tanto ingresan directamente al cuadro principal:
- Andreas Beck /  Nils Langer
- Bastian Knittel /  Jan-Lennard Struff
- Dominik Meffert /  Björn Phau

## Campeones

### Individual Masculino
- Michael Berrer derrotó en la final a  Jan-Lennard Struff, 7–5, 6–3

### Dobles Masculino
- Johan Brunström /  Raven Klaasen derrotaron en la final a  Jordan Kerr /  Andreas Siljeström, 6–3, 0–6, [12–10]